# De Avonturen van Jimmy Neutron: Wonderkind
De Avonturen van Jimmy Neutron: Wonderkind (Engelse titel The Adventures of Jimmy Neutron: Boy Genius, vaak ook afgekort tot Jimmy Neutron) is een Amerikaanse animatieserie, die wordt uitgezonden op Nickelodeon. De serie telt in totaal 3 seizoenen met 61 afleveringen.
De serie werd in Nederland in nagesynchroniseerde vorm uitgezonden.

## Verhaal
De serie draait om Jimmy Neutron, een wonderkind met een uitzonderlijk hoog IQ. Zijn echte naam is James Isaac Neutron, maar hij wordt meestal Jimmy Neutron of Jimbo genoemd. Hij is vernoemd naar de wetenschapper Isaac Newton.
Jimmy is een geniaal uitvinder van tien jaar oud, maar zijn uitvindingen gaan vaak verkeerd en veroorzaken vaak rampen die de stad beschadigen, de inwoners van Retroville boos maken of zelfs ervoor zorgen dat de mensheid bijna vernietigd wordt. Deze situaties zorgen ervoor dat Jimmy vaak de problemen moet oplossen die hij zelf heeft veroorzaakt. Cas Wezel (Engels: Carl Wheezer) en Rien Juarrera Estevez (Engels: Sheen Estevez, wat een parodie is op de acteursfamilie Estevez-Sheen) zijn zijn beste vrienden, hoewel hij geen Ultra Lord-fan is zoals Rien. Jimmy is verliefd op Betty Kleinood (Engels: Betty Quinlan) en geweest op Cindy Vortex (zijn rivaal). Flokkert (Engels: Goddard) is een robot-hond die Jimmy zelf in elkaar heeft geknutseld en altijd behulpzaam is.

## Achtergrond
De serie is een spin-off van de film Jimmy Neutron: Boy Genius uit 2001. De serie is geproduceerd door O entertainment, en is geanimeerd door DNA Productions door middel van Lightwave 3D-software net als de film. De serie is gemaakt met computeranimatie. De titelsong van de serie is een ingekorte versie van het lied "Jimmy Neutron" uit de film, ingezongen door Bowling for Soup.

## Personages
- James Isaac (Jimmy) Neutron is de hoofdpersoon van de show. Hij is een geniale uitvinder van 10 jaar oud, maar zijn uitvindingen gaan vaak verkeerd en veroorzaken vaak rampen die de stad beschadigen, de inwoners van Retroville boos maken of zelfs ervoor zorgen dat de mensheid bijna vernietigd wordt. Deze situaties zorgen ervoor dat Jimmy vaak de problemen moet oplossen die hij zelf heeft veroorzaakt. Zijn naam is afgeleid van de wetenschapper Isaac Newton. Cas Wezel (Engels: Carl Wheezer) en Rien Juarrera Estevez (Engels: Sheen Estevez) zijn zijn beste vrienden. Hoewel hij geen Ultra Lord fan is zoals Rien, hij is meer een fan van de superspion Jet Fusion waarvan veel films zijn in Retroville. Jimmy is verliefd op Betty (Engels: Betty Quinlan) en Cindy Vortex (zijn rivaal).
- Cas Wezel is Jimmy’s neurotische vriend. Hij houdt veel van lama’s en verzamelt er dan ook alles van. Hij is ook 10 jaar oud, hij is een nerveuze, timide jongen die lijdt aan hypochondrie, wat betekent dat hij erg bang is om ziek te worden en vaak onterecht denkt ziek te zijn. Hij probeert echter bij Jimmy en Rien in de buurt wel ‘cool’ over te komen. Hij heeft vele talenten, maar hij is vooral een fanatiek zanger, ook al klinkt dit niet altijd even goed. Hij is stiekem verliefd op Judith, de moeder van Jimmy. Hij is zowat overal allergisch voor en heeft de bloedgroep 0 negatief. Hij is jarig op 17 januari. In de oude afleveringen heet hij Cas Hijger. In de Engelse versie is zijn naam Carl Wheezer. Zijn ouders heten Ebenezer en Martha.
- Rien Juarrera Estevez is Jimmy's hyperactieve heroïsche vriend, hij is 12 jaar en dus 2 jaar ouder dan Jimmy en Cas, dit komt doordat hij twee keer is blijven zitten. Hij heeft meestal een shirt van Ultra Lord aan, dit is zijn grote idool. Rien heeft een Mexicaanse achtergrond en kan ook Spaans spreken. Rien heeft ook de Ultra Lord website gemaakt. De Engelse naam van Rien is Sheen Estevez, deze is afgeleid van de Estevez familie, die de naam Sheen gebruiken (Charlie en Martin Sheen). Hij is op 19 november jarig. Rien woont samen met zijn vader en grootmoeder.
- Flokkert is Jimmy's robothond en beste vriend. Flokkert is een van de weinige succesvolle uitvindingen van Jimmy. Hij kan heel veel dingen, die Jimmy vaak helpen om hem uit de problemen te halen. Dit doet hij door suggesties te geven met een scherm op zijn borst, de eerste twee zijn altijd belachelijke keuzes en Jimmy kiest dus altijd voor de derde keuze. Flokkert's Engelse naam is Goddard en is vernoemd naar de wetenschapper Robert Goddard.
- Cindy Vortex is Jimmy's geëmancipeerde rivaal die zowel Tai Chi als Tae Kwon Do beoefend. Cindy is een populair meisje dat erg modebewust is. Zij is niet zo slim als Jimmy, maar kan wel weer beter zingen en acteren. Eigenlijk is ze verliefd op Jimmy maar ze gaat niet aardig met hem om zodat niemand dit merkt. Ze is op 5 juni jarig.
- Debby Folfax is Cindy's beste vriendin. Ze houdt heel erg veel van muziek en ze krijgt ontwenningsverschijnselen als ze er niet constant naar luistert. Ze is 11 jaar oud en jarig op 11 december. Rien is verliefd op haar, maar ze toont alleen interesse in hem als hij niet constant over Ultra Lord praat. Ze is Afro-Amerikaans. In één aflevering zei Rien dat hij dacht dat ze Surinaams was, maar dat was in de Nederlandse nasynchronisatie. In een andere aflevering is ze een verre afstammeling van een jonge Egyptische prinses. In de Engelse versie is haar naam Libby Folfax.
- Luuk Neutron is Jimmy's vader. Hij is gek van taarten, poppen maar toch vooral van eenden. Hij is een goede vader die altijd wel een advies heeft voor zijn zoon, dit probeert hij vaak te vertellen door te vertellen over zijn eigen jeugd. Eigenlijk heeft Luuk geen idee van de avonturen die Jimmy elke dag meemaakt. Luuk is een autoverkoper en vroeger was hij een uitvinder van speelgoed. Verder houdt hij van familievakanties, eenden, appeltaart en spelen met zijn eten. In de Engelse versie is zijn naam Hugh Beaumont Neutron.
- Judith Neutron is Jimmy's moeder. Ze is vaak druk met schoonmaken en is altijd bezorgd om Jimmy als hij weer eens op avontuur gaat. Ze is een stuk serieuzer en intelligenter dan Jimmy's vader.
- Rick Dean is de “coole” jongen op school, vooral de meisjes vinden hem leuk. Hij is vaak aan het skateboarden en zijn haar aan het doen. Hij kleedt zich als een nozem en gedraagt zich vaak nonchalant. Hij draagt altijd een blauwe jas en anders draagt hij een zwarte leren jas. In de Engelse serie is zijn voornaam Nick.
- Britney is een vriendinnetje van Debby en Cindy. Ze is waarschijnlijk gebaseerd op Britney Spears want net als Britney Spears draagt deze Britney altijd een naveltruitje zodat je haar blote buik ziet.
- Butch Pakovski is de pestkop van de school. Hij heeft oranje haar dat over zijn ogen valt en kan goed honkballen. Hij moet vaak Neutron en zijn vrienden hebben. Aan zijn achternaam te horen heeft hij Poolse wortels.
- Oleander Svalsbord is een jongen uit Jimmy's klas die vaak door Butch Pakovski in elkaar wordt geslagen of die onder de plak van zijn zuster Emily zit. Hij doet slechts sporadisch mee.
- Elke Elkberg is Cas' penvriendin uit Zweden. Ze woont op een boerderij en kwam naar Amerika toe om Cas te ontmoeten. Cas had haar via brieven wijs gemaakt dat hij een geniale wonderkind is met een domme assistent Jimmy. Maar ook Elke had over zichzelf gelogen door te beweren een fotomodel en een tenniskampioene te zijn. Later blijken ze beiden lid van de Lamabeschermingsgroep. De naam Elkberg is afgeleid van de bekende Zweedse actrice Anita Ekberg.
- Sam Melvick is de uitbater van de snackbar in Retrostad. Hij is driftig en eet soms zelfs stiekem van de snoepjes die hij heeft. Verder is hij ongetrouwd en heeft een oogje op juf Vogel.
- Ernest Abercrombie is de generaal die in één aflevering tegen juffrouw Vogel moest opnemen toen deze was gegroeid tot een reus. Hij heeft vroeger in haar klas gezeten als leerling. In de film is er een ander generaal die erg op hem lijkt genaamd Bob.
- Chuck Lester was een klasgenoot van Jimmy die toezichthouder was totdat hij, tot grote opluchting van zijn klasgenoten, emigreerde naar Griekenland.
- Amber is een meisje uit Jimmy's klas. Ze is een beetje mollig, heeft zwart haar en een roze jurkje aan.
- Bolbi Stroganovsky is een domme jongen in die bij Jimmy in de klas zit. Hij is geëmigreerd uit Grijshanistan en houdt heel veel van kebab en slapdansen. In de aflevering waarin hij voor het eerst te zien is wordt hij klassepresident.
- Betty Kleinood is een mooi meisje dat bij Jimmy in de klas zit. Jimmy is al heel lang op haar verliefd. Ze had haar debuut in een toneelstuk. Haar achternaam in de Engelse versie is Quinlan.
- Juf Winifred Vogel is de lerares van Jimmy Neutron. Ze ziet qua gezicht eruit als een vogelachtige vrouw en maakt soms zelfs kipgeluiden. Qua figuur lijkt ze vele malen jonger en bekoorlijker, wat soms voor grappige situaties zorgt. De kruidenier heeft zelfs een oogje op haar. Zelf heeft ze ooit een afspraakje gehad met Thomas Edison, de uitvinder van de gloeilamp.
- Directeur Willem Willoughby is het niet al te volwassen hoofd van de school waar Jimmy op zit. Hij komt vaak erg kinderachtig over. Hij heeft een zusje genaamd Eunice die hij vaak verwart met Albert Einstein, dat komt omdat ze erg qua uiterlijk lijkt op Einstein. Zoals in "De Toezichthouder", waarin hij tegen Jimmy zei dat Einstein vroeger ook toezichthouder was.
- Jet Fusion is de spionnen acteur, Jimmy is een groot fan van hem. Zijn aartsvijand is Beautiful Gorgeous. Hij is een parodie op James Bond.
- Professor Finbar Calamiteit: een gestoorde wetenschapper en Jimmy's voornaamste tegenstander in de serie. Hij kan echter nooit iets afmaken, soms zelfs zijn zinnen niet. Hij heeft een dochter genaamd Beautiful Gorgeous en heeft bij juffrouw Vogel vroeger in de klas gezeten. Hij is erg klein van stuk, iets kleiner dan Jimmy, en heeft twee hazentanden.
- Beautiful Gorgeous: de prachtige dochter van professor Calamiteit. Ze is een slechterik en dwarsboomt Jimmy dan ook. Haar naam betekent letterlijk "Mooi Prachtig".
- Baby Eddy is het kleine neefje van Jimmy van anderhalf jaar oud en een boosaardige meesterbrein, net als Jimmy. Hij probeerde tijdens een familiefeestje een keertje zijn oudtante Amanda Neutron te vermoorden om zo haar fortuin te erven en Jimmy de schuld te geven. Hij heeft als hij zich onschuldig voordoet een zacht stemmetje, maar in zijn ware gelaat heeft hij een zware rauwe mannenstem. Hij heeft een oogje op Beautiful Gorgeous toen hij trad bij de Club der Vijanden.
- Edwin Strijk is een kind van rijke ouders die Cindy Vortex heeft verleidt, maar die haar gebruikt om Jimmy een poets te pakken. Hij heeft een butler genaamd James tegen wiens achterwerk hij altijd schopt om zijn frustraties op af te reageren.
- Gruber is de gymleraar van Jimmy.
- Susie Vortex is de gespierde en atletische tante van Cindy. Ze deed voor het eerst mee toen ze zich als Cindy's moeder verkleedde. Haar status in de familie wisselt vaak. Soms is zij de zuster van Cindy's moeder en later is ze getrouwd met de broer van haar vader.
- Corky Shimatzu was de manager van Jimmy's vader toen deze een "coole" vader werd.
- Gomer Neutron is de domme neef van Jimmy's vader. Hij werd even door Jimmy ervan verdacht het boosaardig meesterbrein te zijn die tante Amanda wilde vermoorden om haar fortuin te krijgen.
- Annabelle Neutron is de hysterische nicht van Jimmy's vader. Ze is als de dood voor Jimmy's uitvindingen.
- Amanda Neutron is Jimmy's oudtante en een rijke weduwe. Ze had aanvankelijk een afkeer van Jimmy vanwege zijn gevaarlijke uitvindingen, tot Jimmy haar leven redde.
- Oma Neutron is de grootmoeder van Jimmy. Jimmy gebruikt haar vaak als proefkonijn. Zo werd ze een keer magnetisch gemaakt waardoor ze aan een bus plakte. En ze veranderde een keer in een kleine baby door een experiment van Jimmy om zijn oma wat jonger te maken.
- Bruno is de Duitse butler van Edwin Strijk. Hij moet Strijk steeds helpen met zijn gemene plannetjes. In de eerste aflevering waarin hij nauwelijks sprak, heette hij nog James en had een Engelse accent. Later heet hij Bruno en heeft hij een Duits accent.

## Afleveringen

### Films
De serie werd geïntroduceerd met de bioscoopfilm Jimmy Neutron: Wonderkind (Engels: Jimmy Neutron: Boy Genius)
De televisieserie zelf leidde tot een aantal televisiefilms. Deze films zijn ook verwerkt in de serie zelf als meerdere afleveringen:
- The Egg-pire Strikes Back
- Operation: Rescue Jet Fusion
- Win, Lose and Kaboom
- Attack of the Twonkies
- The League of Villains

Er zijn drie films gemaakt die een cross-over vormen met een andere animatie van Nickelodeon, namelijk The Fairly Odd Parents:
- The Jimmy Timmy Power Hour
- The Jimmy Timmy Power Hour 2: When Nerds Collide
- The Jimmy Timmy Power Hour 3: The Jerkinators

### Specials
- Make Room for Daddy-O (Vaderdag special)
- Nightmare in Retroville (Halloween special)
- Holly Jolly Jimmy (Kerstmis special)
- Love Potion #976/J (Valentijnsdag special)

### Spin-off
In oktober 2010 kreeg de serie een spin-off getiteld Rien's Planeet, waarin Jimmy's vriend Rien de hoofdrol heeft.

## Stemmen
De stemmen uit de serie zijn bijna allemaal hetzelfde als die van de film Jimmy Neutron: Boy Genius.
| Personage                                | Engelse stem     | Nederlandse stem                          |
| ---------------------------------------- | ---------------- | ----------------------------------------- |
| Jimmy Neutron                            | Debi Derryberry  | Lies Visschedijk                          |
| Carl Wheezer / Cas Wezel                 | Rob Paulsen      | Roben Mitchell van den Dungen Bille       |
| Sheen Estevez / Rien Estevez             | Jeffrey Garcia   | Seb van den Berg                          |
| Cindy Vortex                             | Carolyn Lawrence | Maike Meijer                              |
| Libby Folfax / Debbie Folfax             | Crystal Scales   | Sita Manichand                            |
| Hugh Beaumont Neutron / Luuk Neutron     | Mark DeCarlo     | Sjaak Hartog                              |
| Judy Neutron / Judith Neutron            | Megan Cavanagh   | Julika Marijn                             |
| Miss Fowl / Juf Vogel                    | Andrea Martin    | Paula Majoor                              |
| Nick Dean / Rick Dean                    | Candi Milo       | Louis van Beek                            |
| Professor Finbarr Calamiteit             | Tim Curry        | Louis van Beek                            |
| Betty Kleinood                           | Kath Soucie      | Hetty Heyting                             |
| Britney                                  | Candi Milo       | Hetty Heyting                             |
| Sam                                      | Billy West       | Leo Richardson                            |
| Butch                                    | Rob Paulsen      | Jan Elbertse                              |
| Amber                                    | Debi Derryberry  | Carolina Mout                             |
| Chelsea (afl.: "Aanval van de Twonkies") |                  | Hymke de Vries                            |
| Overige stemmen                          |                  | Jan Nonhof, Hein van Beem, Leo Richardson |

## Dvd's
De volgende dvd's zijn in de Verenigde Staten uitgebracht.
- Jimmy Neutron: Boy Genius
- Jimmy Neutron - Confusion Fusion
- Jimmy Neutron - Sea of Trouble
- Jimmy Neutron - Jet Fusion
- Jimmy Timmy Power Hour
- Attack of the Twonkies
- Jimmy Timmy Power Hour 2
- Jimmy Timmy Power Hour 3
- Nick Picks: Vol. 1 - Vol 7

## Spellen
- Jimmy Neutron, Boy Genius (PC, GameBoy Advance, PlayStation 2, GameCube)
- Jimmy Neutron vs Jimmy Negatron (PC, GameBoy Advance)
- The Adventures of Jimmy Neutron Boy Genius: Attack of the Twonkies (GameCube, Gameboy Advance, PlayStation 2, X-Box
- The Adventures of Jimmy Neutron Boy Genius: Jet Fusion (GameCube, GameBoy Advance, PlayStation 2
- Nicktoons Unite! (GameBoy Advance, Nintendo DS, GameCube, PlayStation 2)
- Nicktoons Basketball (PC)
- NickToons (GameBoy Advance)
- Nickelodeon Party Blast (X-Box, GameCube, PlayStation 2, PC)
- Nickelodeon Toon Twister (PC)